# كزبرة إصبعية
كزبرة إصبعية (الاسم العلمي:Coriandrum digitatum) هي نوع غير مؤكد من النباتات يتبع جنس الكزبرة من الفصيلة الخيمية.